# Claville-Motteville
Claville-Motteville è un comune francese di 276 abitanti situato nel dipartimento della Senna Marittima nella regione della Normandia.

## Storia

### Simboli
Lo stemma è stato adottato dal comune il 22 aprile 201.

## Società

### Evoluzione demografica
Abitanti censiti